# 艾爾頓·冼拿
艾爾頓·冼拿·達席爾瓦（葡萄牙語：Ayrton Senna da Silva，1960年3月21日—1994年5月1日），巴西賽車手，三屆一级方程式世界车手冠军。1994年，冼拿在聖馬力諾大獎賽意外身亡。冼拿相當受到車迷的愛戴，被稱為車神，是一级方程式歷史上最偉大的車手之一。

## 生平

### 出身背景
塞纳出身於巴西聖保羅市一個富裕的家庭，父親米爾頓·達·席尔瓦（Milton da Silva）在巴西擁有數個農場、牧場，並且經營零售商店和汽車修理廠。米爾頓本身就是一名車迷，受到父親的影響，塞纳從小就從事賽車運動。

### 卡丁車時代
塞纳在四歲那年首次駕駛父亲为他造的1HP卡丁車，到了13歲，塞纳開始參加卡丁車比賽。1977年，塞纳獲得了南美卡丁車錦標賽的冠軍。

### 初階方程式時代
1981年，塞纳前往英國參加福特1600方程式錦標賽，並且得到冠軍頭銜。然而，塞纳的父親反對他繼續從事賽車運動，在沒有足夠的資金支持下，塞纳只得暫時放棄賽車，回到巴西進入父親的公司工作。但是四個月後，塞纳無法忘懷賽車，重新回到了賽車場上。
1982年，塞纳參加英國福特2000方程式錦標賽，再次得到冠軍。這年迈凯伦车队（McLaren F1 Team）的老闆羅恩·丹尼斯（Ron Dennis）對塞纳表示願意贊助他參加英國F3錦標賽，條件是塞纳不可加入其他F1車隊，但這個條件遭到冼拿拒絕。
1983年，塞纳在英國F3和馬田·布蘭度（Martin Brundle）展開激烈競爭，直到最後一站才擊敗對手奪得年度冠軍。同年英國F3賽季結束後，塞纳前往澳門參加，並且獲得冠軍。

## 一級方程式

### 托勒曼車隊時代
1984年，塞纳加入了F1的托勒曼車隊（Toleman Racing），在第二站南非站就得到第六名，初次獲得積分。在接下來的摩納哥站，塞纳在大雨中駕駛毫無競爭力的托勒曼賽車緊追麥凱倫車隊的普羅斯特，最終由於雨勢過大，大會發出紅旗中止比賽，塞纳屈居亞軍，但這場比賽埋下了日後塞纳和普羅斯特對決的因子。同年塞纳在托勒曼車隊未知的情況下，宣布和蓮花車隊（Team Lotus）簽約，因此在意大利站遭到車隊停賽一場的處分。

### 蓮花車隊時代
1985年，塞纳加入名門蓮花車隊，在第二站葡萄牙站，塞纳駕駛蓮花賽車取得生涯第一個杆位，隔天正賽，塞纳更在滂沱大雨中獨走，奪下他F1生涯第一座分站冠軍。這年他一共得到兩座分站冠軍，以及7次杆位，年終排名第四名的佳績。塞纳在排位賽，以及在雨天比賽都有相當傑出的表現，使他開始受到矚目。
1986年，塞纳取得了兩座分站冠軍，以及8次杆位，在賽季前半段一度是世界冠軍熱門人選，但下半季蓮花車隊的競爭力衰退，使他最終只以年度第四名做收。
1987年，塞纳同樣只取得兩座分站冠軍，以及一次杆位，這時傳統豪門蓮花車隊已經逐漸沒落，塞纳瞭解蓮花車隊的狀態已經無法幫助他更上一層樓，為了尋求突破，這年賽季結束後，塞纳離開了蓮花車隊，轉投迈凯伦车队。

### 時代

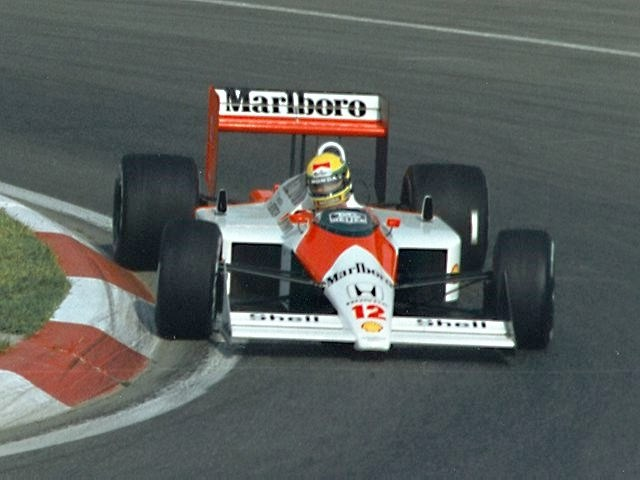
冼拿於1988年首次獲得世界冠軍

1988年，塞纳加入迈凯伦车队，與隊友普罗斯特展開了F1史上一段極為傳奇的對抗。這年迈凯伦车队的競爭力大幅超前其他車隊，在全年16場賽事中，總共取得了15場分站冠軍。當中塞纳取得了8座，普罗斯特取得了7座。雖然年度總積分普罗斯特以105分勝過塞纳的94分，不過那時候F1 只有計算全年最佳的11場分站積分，因此塞纳以90分壓過普罗斯特的87分，取得了世界冠軍的頭銜。
這年的葡萄牙站，在过弯时普罗斯特为保车位阻挡塞纳超车，两车出现碰擦，使得兩人的關係出現裂痕，日後的競爭逐漸趨向激烈。（出自纪录片《永远的车神，塞納》）
1989年，迈凯伦车队的優勢仍然很明顯，世界冠軍的人選仍然不出塞纳和普罗斯特兩人之間。第二站聖馬力諾站，塞纳違反了兩人的「君子協定」，兩個人的關係更加緊張，到了這年的倒數第二站日本站，塞纳企圖超越普罗斯特，卻反而和對方撞上，普罗斯特退賽，而塞纳雖然回到賽場上，並且遙遙領先過了終點線，但遭到FIA取消資格，該年普罗斯特得到了世界冠軍。
塞纳在日本站的行為使他遭到FIA貼上「危險駕駛」的標籤，幾乎被剝奪超級執照。而且撞車事件也使他和普罗斯特兩人完全決裂。
1990年，普罗斯特離開了迈凯伦车队，投奔法拉利車隊（Ferrari F1 Team）。但和塞纳的衝突日趨白熱化，同樣到了倒數第二站日本站，這時情況和去年相反，普罗斯特必須擊敗塞纳才能保住爭冠機會。排位賽塞纳取得杆位，普罗斯特第二，正賽起跑後，普罗斯特取得領先，到了第一個彎角，塞纳直接從後面將普罗斯特撞出賽道，塞纳得到他第二座世界冠軍。
翌年，塞纳承認他在賽前就打定主意若無法取得領先就將對方撞出，目的是為了報復FIA一年前剝奪他到手的分站冠軍。塞纳和普罗斯特兩位傳奇車手為了爭奪冠軍，連續兩年在日本鈴鹿賽車場發生碰撞，結果兩人各獲一次世界冠軍頭銜，但是也讓兩人變得勢不兩立。
1991年，法拉利車隊的實力大幅滑落，塞纳開季四連勝後就持續保持領先，圣保罗大奖赛，塞纳从发车一路领先，但是在最后还剩七圈时，赛车变速箱卡在六档，此时赛车非常难操控，但塞纳从未在自己的家乡獲勝過，他奮力一搏跑完比賽並奪下分站冠军，赛后他双肩背部痉挛，在领奖台上甚至举不起奖杯。最終塞纳擊敗了競爭對手威廉姆斯車隊（Williams F1 Team）的奈傑爾·曼塞爾（Nigel Mansell），第三次奪下世界冠軍。
1992年，這年是威廉姆斯車隊獨領風騷的一年，曼塞爾開幕戰後豪取五連勝，使本年度賽季早早失去了懸念，直到第六站摩納哥站塞纳才勉強壓制住曼塞爾。這年塞纳僅僅取得3座分站冠軍，和1次杆位，年度排名落到第四名，使他衛冕世界冠軍失敗。

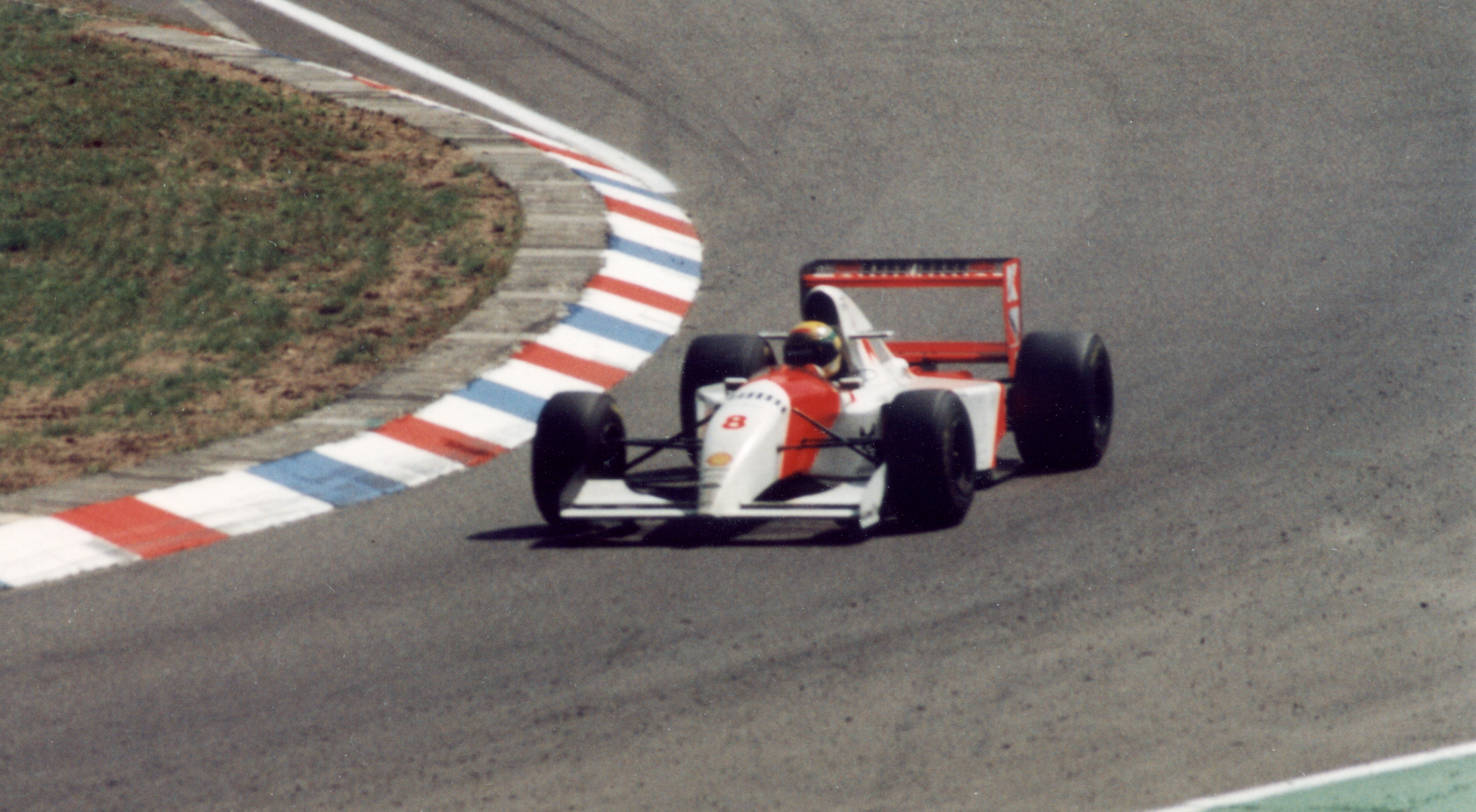
艾爾頓·森納於1993年德國站獲得第4名

1993年，威廉姆斯車隊的表現依舊難以抵擋，相反的迈凯伦车队在失去了本田引擎更換福特引擎之後，失去動力優勢，在開幕站南非站塞纳十分辛苦的力戰死對頭威廉姆斯車隊的普罗斯特，但毫不是對手。塞纳全年16站中取得5座分站冠軍，在摩納哥站他取得第六座冠軍，打破了二次世界冠軍格拉漢姆·希爾（Graham Hill）的五次摩納哥站冠軍的紀錄，也是他連續五年獲得摩納哥站冠軍。賽季末段，由於迈凯伦车队本年度的低落表現，塞纳再度興起了轉隊的念頭。

### 威廉姆斯車隊時代
1994年，塞纳離開了迈凯伦车队，轉投當時最強的威廉姆斯車隊，希望迎來生涯第二個高峰。但是由於本賽季FIA開始禁止使用各種輔助駕駛的電子設備，並且設立「進站加油」的規則；而在當年的威廉姆斯FW16拆除了規則禁止的主動懸掛和循跡控制系統後，整體的操控變得極為困難。在賽前測試的焦點則落在迈克尔·舒马赫所隸屬的班列頓(Benetton)車隊。班列頓的車子雖然引擎比不上威廉姆斯，但採用車頭上揚和大型破風板的新設計，下壓力較大，操控性和敏捷程度都比尚未採用此類設計的威廉姆斯要優勝，冼拿在聖馬利諾比賽前就表示對迈克尔·舒马赫的車速度之快感到驚訝。
在賽季的第一場巴西站比賽，塞纳在追趕舒馬克的途中失控，導致車輛熄火而退賽。而在第二場，在岡山賽車場舉行的太平洋站比賽中，塞纳在比賽中段分別受到米高·夏健倫（Mika Häkkinen）和法拉利車隊的尼古拉·拉里利（Nicola Larini）追撞而無法完成比賽。在兩場比賽中，儘管塞纳都取得杆位，但可惜都在中途因故退賽的情況而無法得分。在另一邊廂，班列頓車隊的舒馬克則連奪兩站分站冠軍，以20分的差距對塞纳造成了極大的壓力。

#### 一級方程式歷史上最黑暗的一場賽事
緊接著，塞纳以十分艱苦的狀態迎接第三站聖馬力諾站，這場比賽從第一天起不祥的事故就不斷的發生。在4月29日的練習賽中，塞纳的同胞車手（Rubens Barrichello）發生了嚴重的事故，面部受到挫傷被送往醫院治療。隔天4月30日的排位賽，奧地利車手，羅蘭德·拉岑伯格（Roland Ratzenberger）的賽車失控衝撞護牆，拉岑伯格的頸部折斷，當場喪生。
拉岑伯格的死亡車禍，是F1自1982年里卡多·派拉提（Riccardo Paletti）意外過世以來第一位在賽道上失去生命的車手。這兩次意外對塞纳的信心造成了不小的衝擊，幾乎令他心萌退意。諷刺的是，翌日大賽前的早上，塞纳與其他車手商討重新成立一個車手安全小組去改善F1賽車的安全性。由於他的年資最高，他也被選為小組的領導角色。

#### 逝世
5月1日的正賽，塞纳從杆位起跑後取得領先的地位，但是開幕二連勝的舒马赫從後面展開猛烈的追擊，不斷的對塞纳施加壓力。比賽到了第七圈，下午2時17分，塞纳在通過塔布雷罗彎時，賽車突然失控，以310KM/h的速度直接衝向護牆（撞擊前的速度為210～220KM/h）。
事故發生之後，塞纳被直昇機直接送入博洛尼亞（Bologna）市內的醫院。但是塞纳撞車時右邊前輪連帶斷裂的懸吊掛臂彈出打中塞纳的頭部，其中一支懸吊掛臂更如同魚叉般直接穿透塞纳所戴的頭盔再插入他的頭蓋骨中，在當天下午6時3分，塞纳已經呈現腦死狀態。下午6時40分，在事故發生4個小時後，醫院宣告塞纳不治，終年34歲。

塞纳車禍事故地點

聖馬利諾站賽道於事故後在多處彎道做出修改

根據事後的調查，塞纳的死因一般被認為有以下三點：
1. 輪胎抓地力不足：因為當天的比賽一起跑就發生連環追撞事故，大會因而出動安全車（Safety Car）引導所有賽車繞行，直到第五圈才回到維修站，由於安全車出動的時間太久，賽車長時間處於低速行駛，造成賽車的輪胎未能達到工作溫度，胎壓下降，使得賽車的底盘與地面比一般情況更加貼近。塞纳的賽車在通過該奪命彎位的時候，底盤開始觸及地面，車底氣流中斷加上車身在地面上滑行，使賽車的抓地力遽減，於是造成失控。
2. 轉向軸斷裂：由於當天比賽前塞纳不斷向車隊反映賽車有轉向不足跟轉向過度的情形發生，讓他必須十分吃力的操控賽車，但是因為臨時找不到適合的零件，就是較長的方向盤轉向軸，因此車隊技師將轉向軸鋸開，再焊接上一段較細的鋼管來駁長。不過，雖然事後發現肇事賽車的方向盤轉向軸斷裂，但根據賽車記錄儀的數據顯示，賽車衝向護牆之前的一刻，前輪是有轉向的動作，換句話說轉向軸很有可能是被撞斷的，因此難以證實轉向軸是在比賽時斷裂，導致突發事故發生的時候，塞纳無法挽救失控的賽車。
3. 異物飛擊：因為起跑時的事故，使得賽道上殘留一些賽車的碎片尚未完全清除乾淨，塞纳的賽車經過出事地點時，氣流捲入碎片擊中了轉向系統，造成了賽車失控。

此後，F1賽車的的技術規則被大幅修改，活動懸掛系統以及加速控制系統遭到禁止，引擎容積也由3.5公升減至3.0公升，賽車前後的下壓力被削減。此外，出事的伊莫拉（Imola）賽道也被重新修改。在FIA主席馬斯·莫斯理（Max Mosley）大力提倡比賽安全與禁用電子裝置的政策之下，往後20年的F1比賽也再沒有車手喪生（直到2015年，法國F1車手儒勒·比安奇在事故後9個月逝世）。

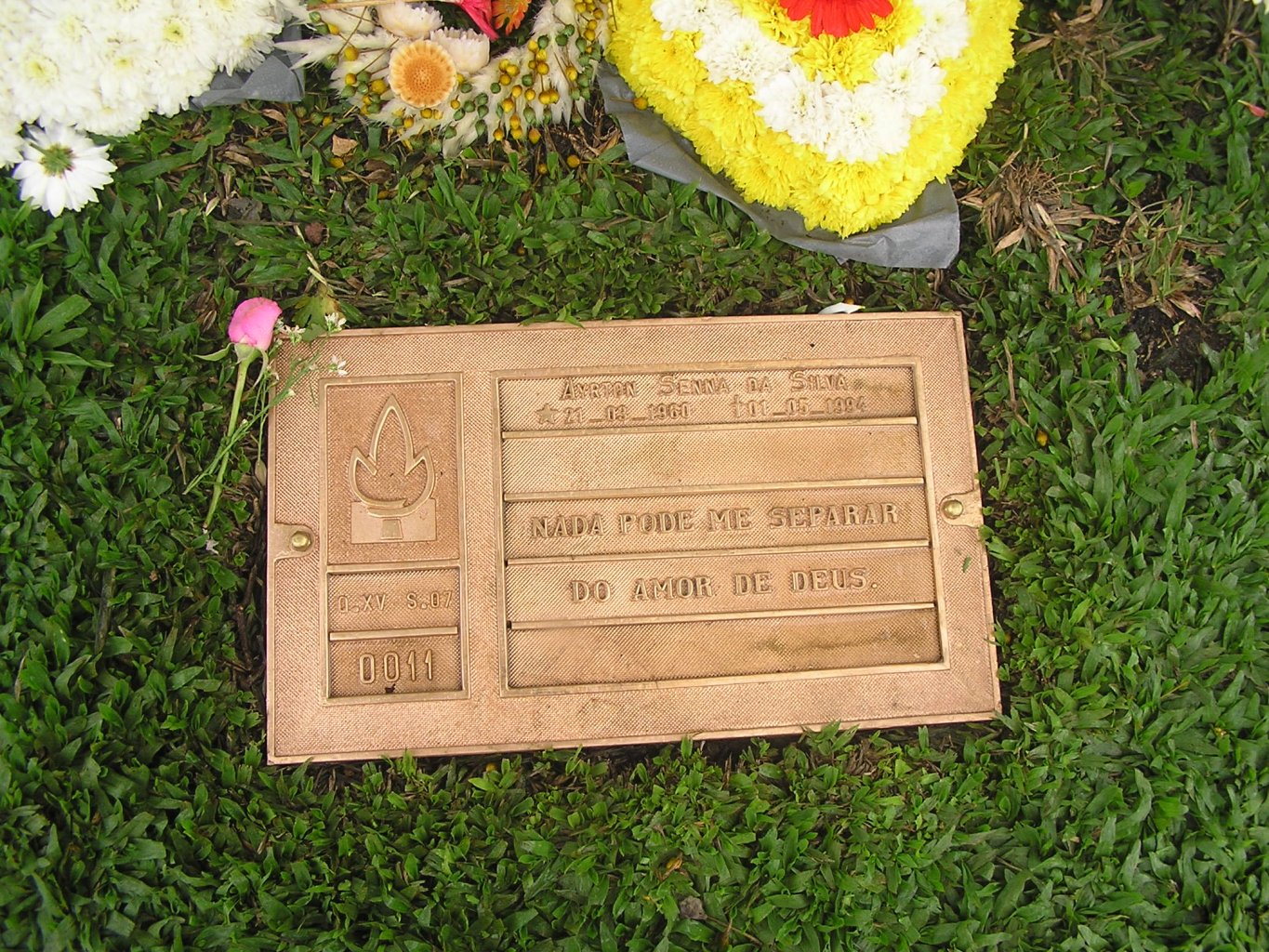
塞纳的墓碑：沒有什麼可以讓我遠離神的關愛。

1994年5月4日，巴西航空派出專機護送塞纳的遺體回到巴西，巴西政府為其舉行國葬，超過100萬的巴西民眾沿途追悼塞纳。但是迈克尔·舒马赫缺席了這場葬禮（因為部分不理智的車迷認為賽場上舒馬赫對塞纳的窮追不捨是導致這次車禍的原因，揚言要報復舒馬赫）。巴西以國家元首的禮節將塞纳的遺體安葬在其家鄉聖保羅市，在塞纳的墓誌銘上刻著：「沒有什麼可以讓我遠離上帝的愛。」
1994年7月，巴西國家足球隊勇奪美國世界盃冠軍，是歷史上第四次奪標。全體隊員在賽後出示一幅橫額，上面寫著：「塞纳，我們一起加速吧！第四個世界冠軍是我們的了！」。
1997年，意大利政府在調查後，認為威廉士賽車的安全性有問題，因此以誤殺罪名起訴威廉士車隊的成員，案件輾轉審判直到2004年才告一段落。賽車設計師亚德里安·纽维（Adrian Newey），技術總監帕崔克·海德（Patrick Head），以及車隊老闆佛蘭克·威廉士（Frank Williams）三人沒有確切的證據證明和事故有關，因此被判無罪釋放。
2000年，塞纳的名字入選世界賽車名人堂。
而早於1993年，澳門特區政府把塞纳所使用的麥拉倫車隊車輛收藏於大賽車博物館裏供市民參觀，2017至2021年重建期間，館方更加設車手蠟像和「刻鑿·冼拿」記念室。

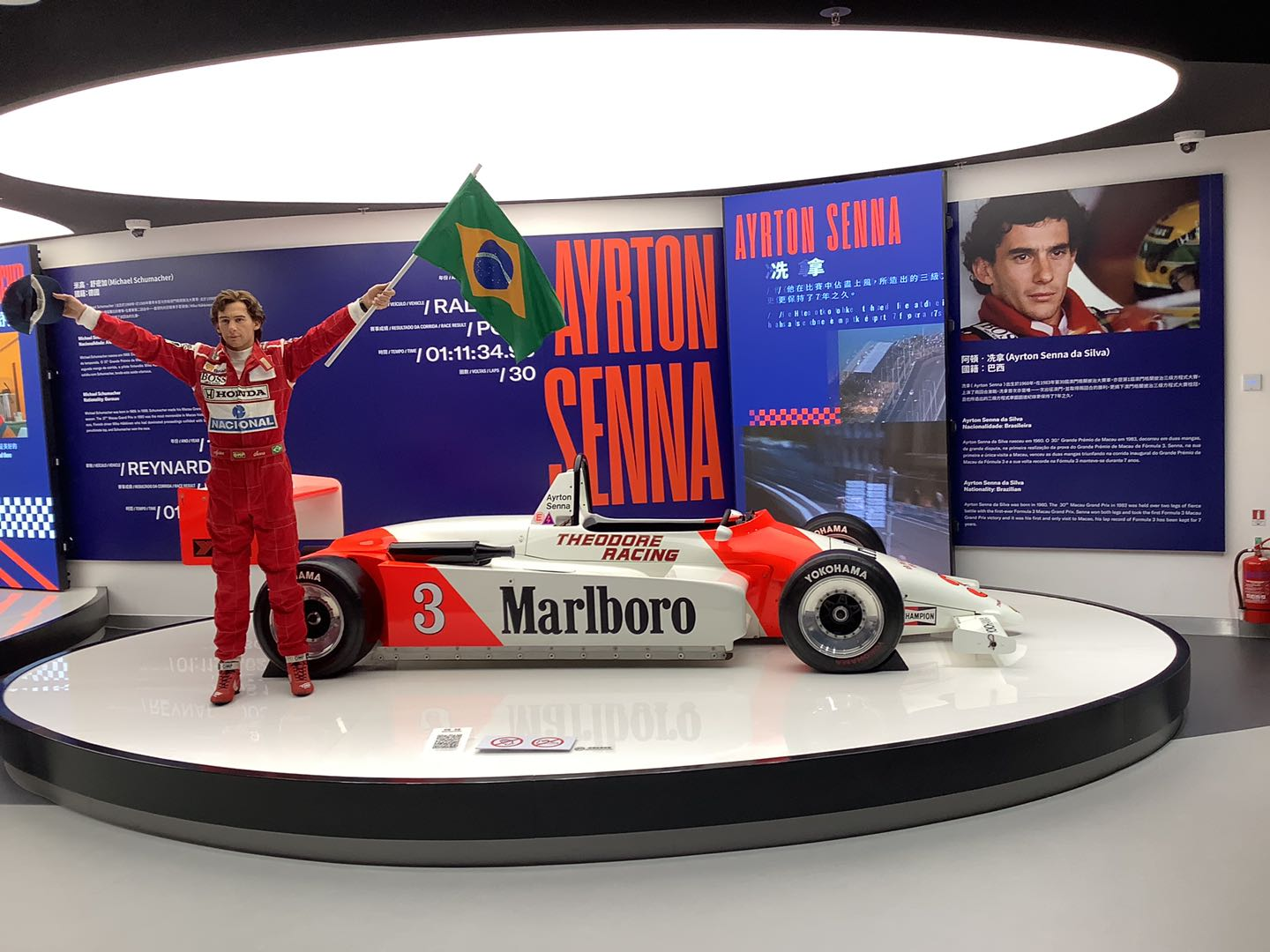
存放於大賽車博物館的塞纳專用車輛連蠟像
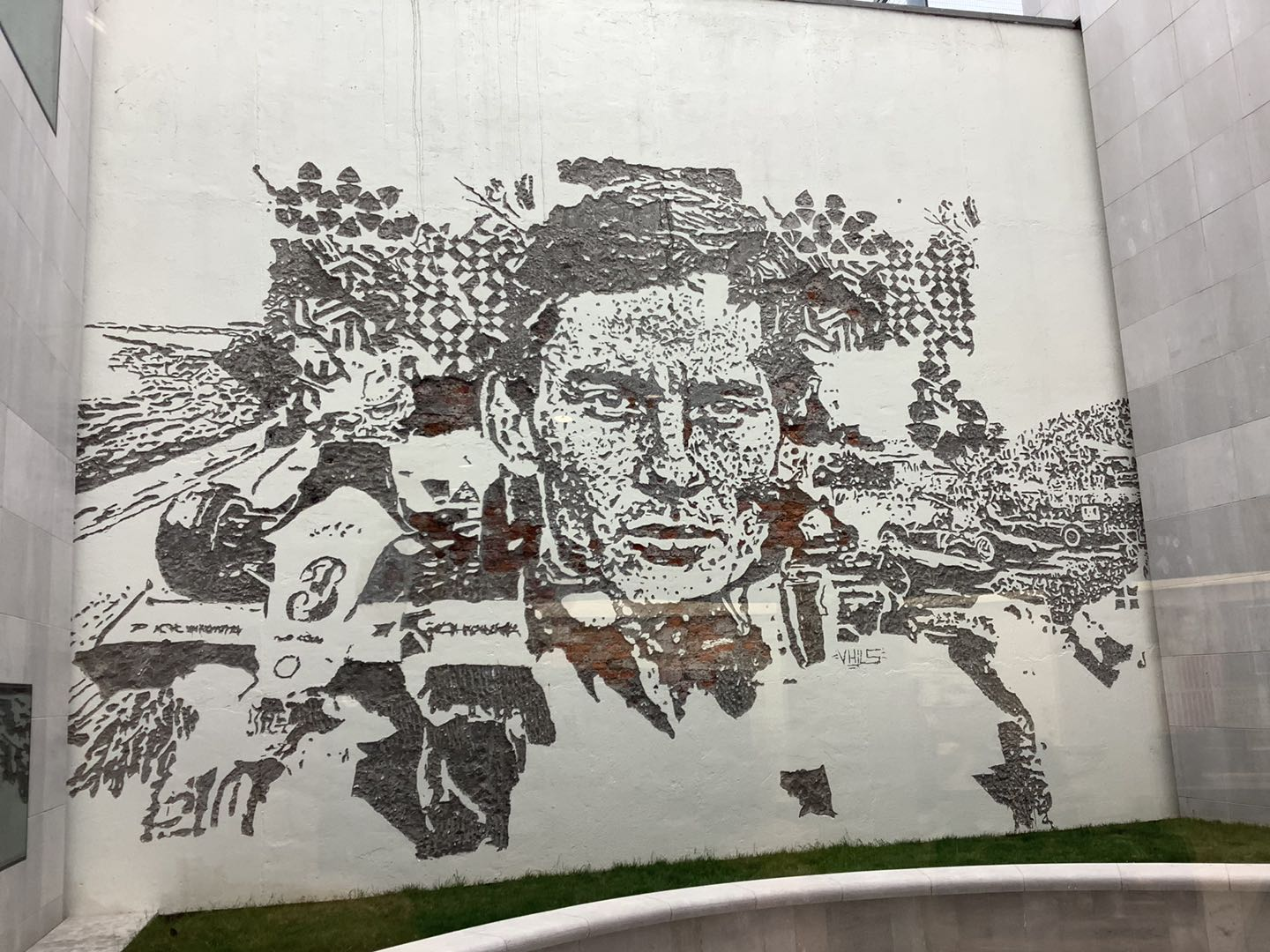
「刻鑿·冼拿」記念室

## 歷年成績
| 賽季 | 車隊                           | 出賽 | 桿位 | 最快圈速 | 分站冠軍 | 頒獎台 | 積分 | 年度排名 |
| ---- | ------------------------------ | ---- | ---- | -------- | -------- | ------ | ---- | -------- |
| 1984 | 托勒曼車隊（Toleman Hart）     | 14   | 0    | 1        | 0        | 3      | 13   | 第九名   |
| 1985 | 蓮花車隊（Lotus Renault）      | 16   | 7    | 3        | 2        | 6      | 38   | 第四名   |
| 1986 | 蓮花車隊（Lotus Renault）      | 16   | 8    | 0        | 2        | 8      | 55   | 第四名   |
| 1987 | 蓮花車隊（Lotus Honda）        | 16   | 1    | 3        | 2        | 8      | 57   | 第三名   |
| 1988 | （McLaren Honda）              | 16   | 13   | 3        | 8        | 11     | 94   | 世界冠軍 |
| 1989 | （McLaren Honda）              | 16   | 13   | 3        | 6        | 7      | 60   | 第二名   |
| 1990 | （McLaren Honda）              | 16   | 10   | 2        | 6        | 11     | 78   | 世界冠軍 |
| 1991 | （McLaren Honda）              | 16   | 8    | 2        | 7        | 12     | 96   | 世界冠軍 |
| 1992 | （McLaren Honda）              | 16   | 1    | 1        | 3        | 7      | 50   | 第四名   |
| 1993 | （McLaren Ford Cosworth）      | 16   | 1    | 1        | 5        | 7      | 73   | 第二名   |
| 1994 | 威廉斯車隊（Williams Renault） | 3    | 3    | 0        | 0        | 0      | 0    | NC       |

## 外部連結
- Official Ayrton Senna website （页面存档备份，存于）（葡萄牙文）
- Instituto Ayrton Senna （页面存档备份，存于）
- Formula One's Hall of Fame driver profile（页面存档备份，存于）
- Ayrton Senna career details （页面存档备份，存于）
- 艾爾頓·冼拿在互联网电影资料库（IMDb）上的資料（英文）